# Liste der Monuments historiques in Wisches
Die Liste der Monuments historiques in Wisches führt die Monuments historiques in der französischen Gemeinde Wisches auf.

## Liste der Objekte
| Bezeichnung                | Beschreibung                                             | Standort                                                            | Kennzeichnung | Schutzstatus | Datum | Bild |
| -------------------------- | -------------------------------------------------------- | ------------------------------------------------------------------- | ------------- | ------------ | ----- | ---- |
| Orgel                      | Ensemble aus PM67001110 und PM67001111                   | Wisches, in der Kirche St-Michel (Lage)                             | PM67001109    | Classé       | 1997  |      |
| Orgelprospekt              | 1859 von Stiehr-Mockers gebaut                           | Wisches, in der Kirche St-Michel (Lage)                             | PM67001110    | Classé       | 1997  |      |
| Instrumentalteil der Orgel | 1859 von Stiehr-Mockers gebaut                           | Wisches, in der Kirche St-Michel (Lage)                             | PM67001111    | Classé       | 1997  |      |
| Pietà                      | Holz, farbig gefasst, zweite Hälfte des 15. Jahrhunderts | Wisches, in der Kirche St-Michel (Lage)                             | PM67000962    | Classé       | 2006  |      |
| Skulptur Heiliger Hubertus | Holz, farbig gefasst, versilbert und vergoldet, um 1721  | Wisches, in der Kirche St-Michel (Lage)                             | PM67001857    | Classé       | 2012  |      |
| Orgel                      | Ensemble aus PM67001113 und PM67001114                   | Hersbach, in der Kirche Notre-Dame de l’Immaculée Conception (Lage) | PM67001112    | Inscrit      | 2006  |      |
| Orgelprospekt              | 1876 von Stiehr-Mockers gebaut                           | Hersbach, in der Kirche Notre-Dame de l’Immaculée Conception (Lage) | PM67001113    | Inscrit      | 2006  |      |
| Instrumentalteil der Orgel | 1876 von Stiehr-Mockers gebaut                           | Hersbach, in der Kirche Notre-Dame de l’Immaculée Conception (Lage) | PM67001114    | Inscrit      | 2006  |      |